# Marc Somerhausen
Marc Somerhausen (* 13. Juli 1899 in Ixelles/Elsene; † 14. März 1992 ebenda) war ein belgischer Jurist und Politiker der Belgischen Arbeiterpartei.

## Leben
Somerhausen stammte aus einer alten und seit mehreren Generationen in Brüssel ansässigen Juristenfamilie ursprünglich jüdischen Ursprungs ab und er war der Sohn des Rechtsanwalts Emile Somerhausen. Sein Bruder, der Politologe Luc Somerhausen (1903–1982) war Mitbegründer und einer von zwei Überlebenden der 1943 im Emslandlager gegründeten Freimaurerloge Liberté chérie und sein Vetter Jacques Somerhausen (1905–1981) erhielt 1999 zusammen mit seiner Gattin Elisabeth, geborene Schwyter (1905–1995) den Ehrentitel Gerechter unter den Völkern für nichtjüdische Einzelpersonen, die während des Zweiten Weltkrieges Juden vor der Ermordung gerettet haben. 
Marc Somerhausen wuchs im Brüsseler Vorort Ixelles auf und besuchte dort bis 1914 die deutsche Schule. Während des Ersten Weltkriegs diente er als Kriegsfreiwilliger in einem belgischen Artillerieregiment. Nach Kriegsende studierte Somerhausen zunächst an der Freien Universität Brüssel Jura, wo er sein Diplom ablegte, das nach damaligem belgischem Recht und nach vierjährigem Studium dazu berechtigte, sich auch ohne separate Promotion Dr. jur. nennen zu dürfen. Anschließend absolvierte Somerhausen mit Hilfe eines Auslandsstipendiums ein Aufbaustudium an der University of Wisconsin–Madison in den USA. Dort lernte er seine zukünftige Frau Anne von Stoffregen kennen, die er nach seiner Rückkehr nach Brüssel heiratete und mit der er drei Söhne bekam. Er selbst ließ sich nun als Anwalt nieder. 
Neben seiner Anwaltstätigkeit begann Somerhausen, der sich seit seiner Jugendzeit offen für sozialistische Ideen gezeigt hatte, eine politische Karriere und trat der Belgischen Arbeiterpartei bei. Für diese nahm er unter anderem zusammen mit Louis de Brouckère und Émile Vandervelde, bis 1921 Justizminister Belgiens, als Delegierter an der Gründungsveranstaltung der Sozialistischen Arbeiterinternationalen in Hamburg teil. Schließlich gewann er als sozialistischer Abgeordneter für den Bezirk Verviers einen Sitz in der belgischen Abgeordnetenkammer, zunächst für die Legislaturperiode von 1925 bis 1929 und erneut für die Jahre 1932 bis 1936.
Zu Beginn des Zweiten Weltkrieges trat Somerhausen 1940 wiederum als Freiwilliger in die belgische Luftwaffe ein. Wenig später geriet er in deutsche Kriegsgefangenschaft, aus der er erst nach Kriegsende im Jahr 1945 entlassen wurde. Während seiner Gefangenschaft war er bei der Geheimen Staatspolizei denunziert worden, die ihm unterstellte, nach 1933 untergetauchten deutschen Sozialdemokraten beim Schmuggeln von illegalem Propagandamaterial von Belgien nach Deutschland behilflich gewesen zu sein. Somerhausen wurde zwar vernommen, jedoch keiner weiteren Verfolgung ausgesetzt. 
Nach einem kurzen Dienst in der Berliner Militärmission kehrte Somerhausen wieder nach Brüssel zurück und nahm seine politische Arbeit wieder auf. Bei den Kammerwahlen von 1946 zog er nochmals, diesmal als Abgeordneter des Wahlbezirks Brüssel, in die belgische Abgeordnetenkammer ein und belegte zugleich ein Mandat im Stadtrat von Ixelles. Nachdem Somerhausen bereits ein Jahr später als Berater in den neu gegründeten Belgischen Staatsrat berufen worden war, legte er sein Abgeordnetenmandat in der Kammer nieder. Im Jahr 1966 ernannte ihn der Staatsrat zu seinem Präsidenten. 
Parallel zu dieser Tätigkeit übernahm Somerhausen von 1954 bis zu seiner Emeritierung 1969 eine Stelle als außerordentlicher Professor für Verwaltungsrecht an der Freien Universität Brüssel.

## Wirken
Geprägt durch seine deutschsprachige Erziehung und Schule machte es sich Somerhausen schon frühzeitig zur Aufgabe, sich für die Belange der deutschsprachigen Mitbürger in Belgien einzusetzen. Bereits 1923, als er im Auftrag seiner Partei in Eupen Kontakte zu Karl Weiss, dem Begründer der dortigen sozialistischen Bewegung, aufgenommen hatte, machte er sich mit den Integrationsproblemen vor allem der dort lebenden „Neubelgier“ vertraut, die infolge des Versailler Vertrags nach dem Ersten Weltkrieg durch die Eingliederung der ehemals preußischen Kreise Eupen und Malmedy vom belgischen Staat übernommen worden waren. Im Wahlkampfjahr 1925 hatte Somerhausen deshalb auch für ein umfassendes Selbstbestimmungsrecht der ehemaligen Deutschen und für eine erneute Volksabstimmung über die Staatszugehörigkeit der ehemals deutschen Gebiete geworben. Dies brachte ihm von der deutschsprachigen Bevölkerung rund ein Viertel seiner Stimmen ein, womit er zum ersten Mal in die Abgeordnetenkammer gewählt worden war. 
Zwei Jahre später, am 15. März 1927, brachte Somerhausen als Abgeordneter eine vielbeachtete Interpellation in die Kammer ein, in der er eine Wiederholung der Volksabstimmung von 1920 betreffend der Eingliederung der vormaligen deutschen Gebiete forderte, die damals nach Ansicht vieler manipuliert und nicht frei und unabhängig gewesen war. Nachdem sich in diesen Jahren jedoch erste Anzeichen eines beginnenden Nationalsozialismus in Deutschland gezeigt hatten, rückte er mit seiner Partei von seinen bisherigen Forderungen ab und setzte sich stattdessen für eine bessere Integration bei gleichzeitig größtmöglicher Freiheit für die deutschsprachigen Landsleute ein.
Da sich im Laufe der Zeit vor allem in den südlichen und ebenfalls deutsch geprägten Provinzen Belgiens wie beispielsweise im Areler Land die französische Sprache immer mehr durchgesetzt hatte, gründete Somerhausen zusammen mit dem Germanisten Heinrich Bischoff und dem Pfarrer Frédéric Schaul im Jahr 1931 den „Bund der Deutsch-Belgier“ in Tintange, Belgien. Dieser sah sich als Nachfolgeorganisation des im Ersten Weltkrieg aufgelösten „Vereins zur Pflege und Hebung der deutschen Muttersprache im deutschsprachigen Belgien“ des Historikers Godefroid Kurth und hatte das Ziel, die deutsche Sprache wiederzubeleben und sie im Schulunterricht wieder als Hauptsprache zu etablieren. Da jedoch die Bevölkerung in diesen Gemeinden in ihrer belgisch-nationalen Einstellung mittlerweile gefestigt war und zudem durch die beginnenden nationalistischen Strömungen in Deutschland in gewisser Weise abgeschreckt wurde, stieß der neu gegründete Bund bereits ab 1933 auf zunehmende Inakzeptanz und wurde später bedeutungslos. Nachdem nunmehr für die allermeisten demokratisch gesinnten „Neubelgier“ feststand, dass eine Rückkehr nach Deutschland nicht mehr möglich war, engagierte sich Somerhausen fortan verstärkt für die Rechte der deutschsprachigen Landsleute im belgischen Staatsverband, wie beispielsweise im Justizwesen, sowie für eine breite Zweisprachigkeit im gesamten Gebiet der ehemals deutschen Gemeinden. Diese Einstellung und sein Engagement hielt Somerhausen ein Leben lang aufrecht. 
Im Jahre 2013 ehrte diesbezüglich der Kgl. Geschichts- und Museumsverein „Zwischen Venn und Schneifel“ in St. Vith Marc Somerhausen mit einer umfassenden Ausstellung, die bereits ein Jahr zuvor im BRF-Funkhaus in Brüssel gezeigt worden war.